# Montilaira uta
Montilaira uta är en spindelart som först beskrevs av Chamberlin 1919.  Montilaira uta ingår i släktet Montilaira och familjen täckvävarspindlar. Inga underarter finns listade i Catalogue of Life.